# Bad Großpertholz
Bad Großpertholz (fino al 1983 Großpertholz) è un comune austriaco di 1 379 abitanti nel distretto di Gmünd, in Bassa Austria; ha lo status di comune mercato (Marktgemeinde). Nel 1967 ha inglobato il comune soppresso di Weikertschlag, nel 1970 quelli di Abschlag e Watzmanns e nel 1971 quelli di Karlstift e Reichenau am Freiwald.